# Ga công viên trẻ em
Ga công viên trẻ em (Đại học Sejong) (Tiếng Hàn: 어린이대공원(세종대)역, Tiếng Anh: Children's Grand Park (Sejong University) station, Hanja: 어린이大公園(世宗大)驛) là ga tàu điện ngầm trên Tàu điện ngầm Seoul tuyến 7 ở Neung-dong, Gwangjin-gu, Seoul. Nó tiếp giáp với Công viên trẻ em Seoul và Đại học Sejong mà từ đó nó được đặt tên như vậy.

## Lịch sử
- 11 tháng 10 năm 1996: Bắt đầu kinh doanh với việc khai trương Tàu điện ngầm Seoul tuyến 7

## Bố trí ga
| Gunja ↑          |
| \| N/B           |
| ↓ Đại học Konkuk |

| Hướng Bắc | ● Tuyến 7 | ← Hướng đi Gunja · Sangbong · Nowon · Jangam              |
| Hướng Nam | ● Tuyến 7 | → Hướng đi Đại học Konkuk · Cheongdam · Onsu · Seongnam → |

## Xung quanh nhà ga
| Lối ra \| 나가는 곳 \| Exit \| 出口 | Lối ra \| 나가는 곳 \| Exit \| 出口 |
| ----------------------------------- | --- |
| 1                                   | Neung-dong Cổng chính Công viên Trẻ em Trung tâm An toàn Neungdong 119 Trung tâm trải nghiệm an toàn Gwangnaru, Seoul Sangsangnara Arisunara |
| 2                                   | Hội quán trẻ em Hướng tới Guui 2-dong |
| 3                                   | Đại học Konkuk Hướng đi trạm cứu hỏa Gwangjin Hướng đi đồn cảnh sát Gwangjin                                                                 |
| 4                                   | Trung tâm cộng đồng Hwayang-dong Bưu điện Hwayang-dong Khu vực Hwayang Công viên Hanareum                                                    |
| 5                                   | Songjeong-dong Trung tâm phúc lợi người cao tuổi Gwangjin Quảng trường Gwangjin Trường tiểu học Jangan Hướng đi văn phòng thuế Seongdong     |
| 6                                   | Đại học Sejong Gunja-dong Trường tiểu học Sejong Đại học điện tử Sejong                                                                      |

## Hình ảnh

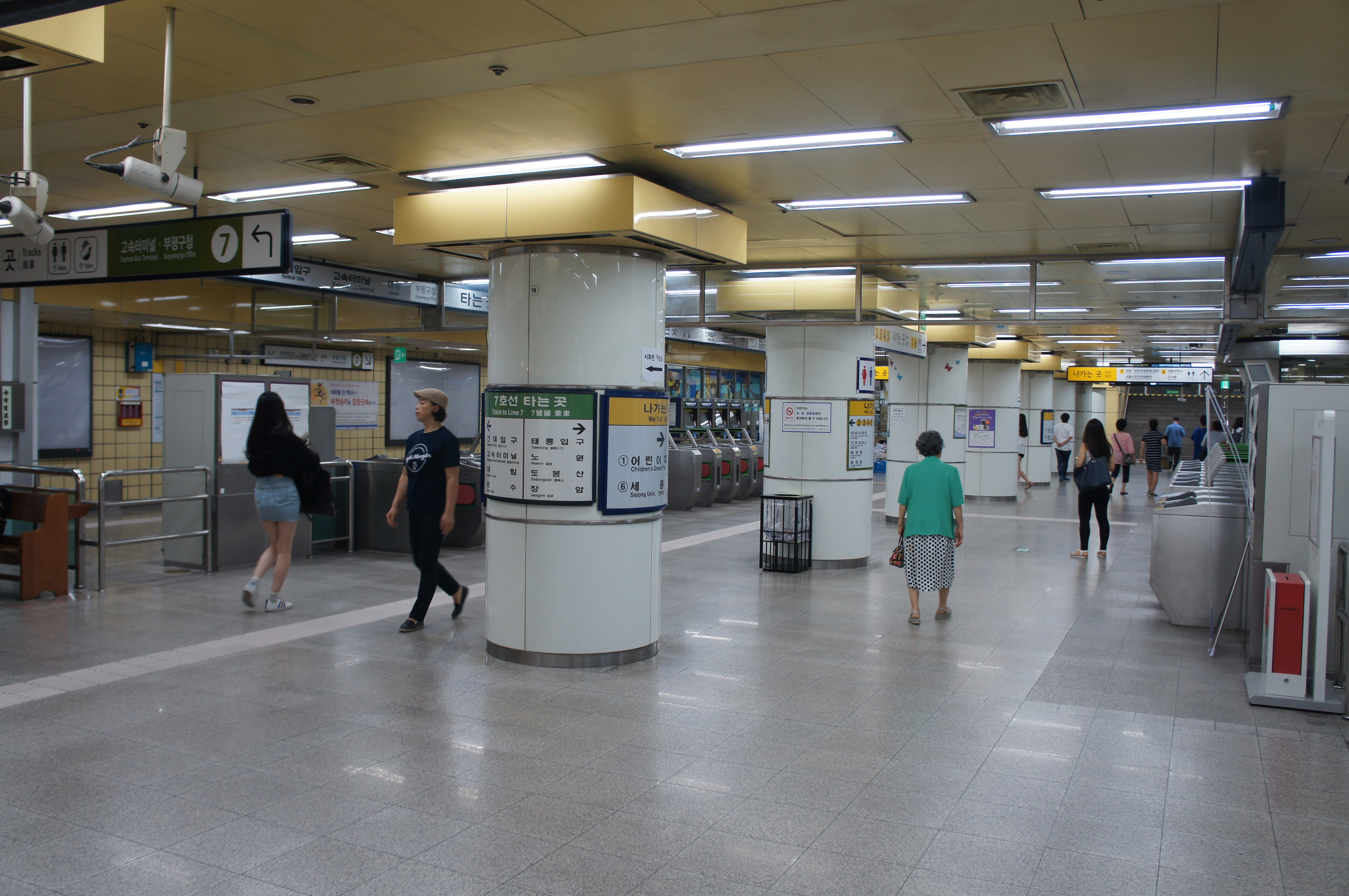
Sảnh
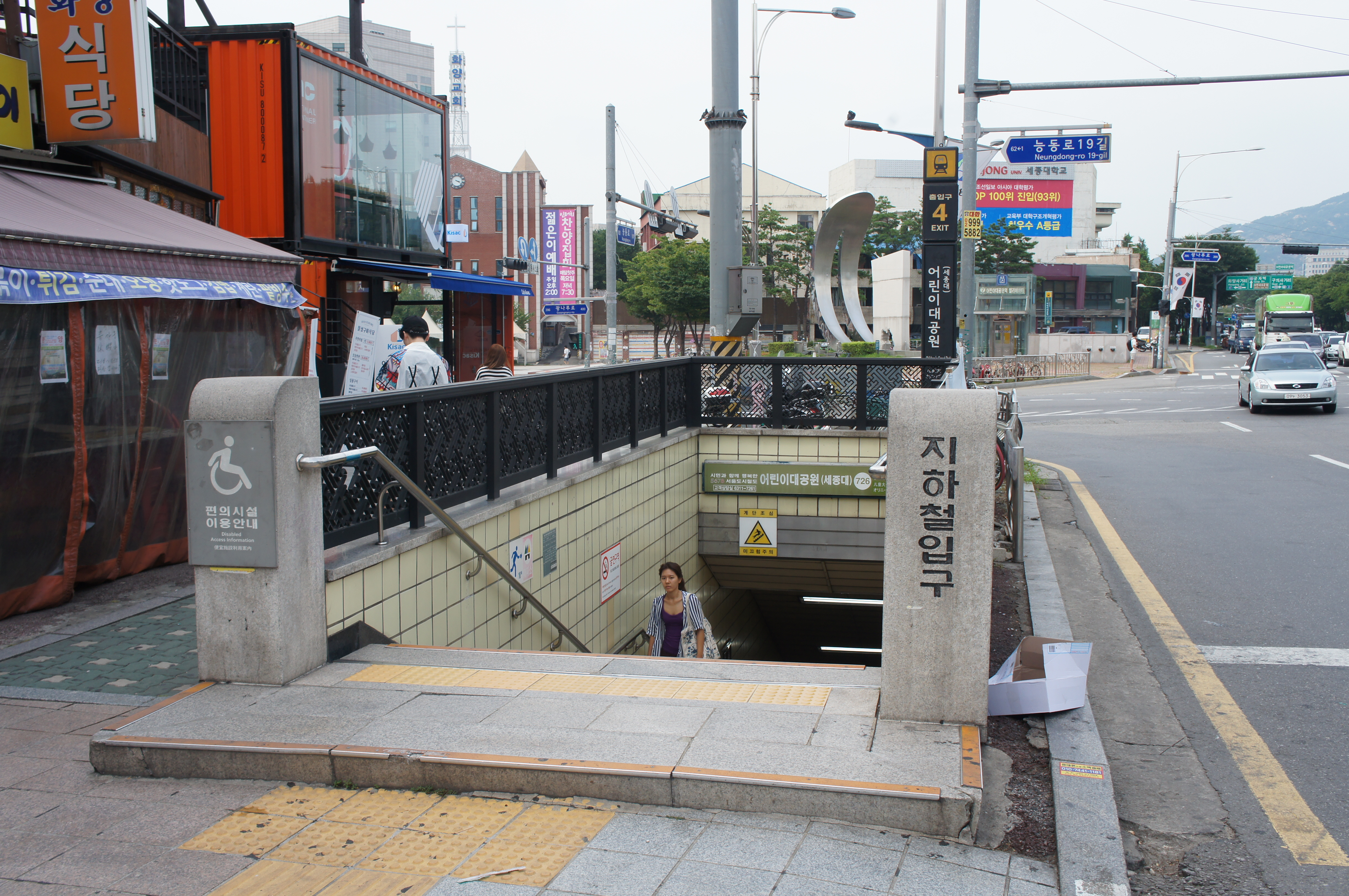
Lối vào 4